# كوني كونفيرز
كوني كونفيرز (بالإنجليزية: Connie Converse)‏ هي ملحنة ومغنية مؤلفة أمريكية، ولدت في 3 أغسطس 1924 في لاكونيا في الولايات المتحدة.

## وصلات خارجية
- الموقع الرسمي
- كوني كونفيرز على موقع ميوزك برينز (الإنجليزية)
- كوني كونفيرز على موقع أول ميوزيك (الإنجليزية)
- كوني كونفيرز على موقع ديسكوغز (الإنجليزية)